# علي طنيش
علي سمير طنيش (16 يوليو 1992)، المعروف باسم السيسي، هو لاعب كرة قدم لبناني ولاعب كرة قدم الصالات سابق يلعب كلاعب خط وسط لنادي الأنصار والمنتخب اللبناني.

## مهنة النادي
لعب مع السلام زغرتا في دوري الدرجة الثانية، وساعدهم على احتلال المركز الثاني في موسم 2012-13 والترقية إلى الدوري اللبناني الممتاز.
بعد مسيرته المهنية، عاد لاعب كرة الصالات طنيش إلى كرة القدم، لينضم إلى نادي النجمة قبل موسم الدوري الممتاز 2020–21. وفي 13 ديسمبر 2020، سجل طنيش هدفًا من مسافة بعيدة في مرمى منافسه نادي الأنصار، في ديربي بيروت في الدوري، ليساعد فريقه، النجمة على الفوز بنتيجة 2-1. صنف الهدف على أنه أحد أفضل الأهداف في الديربي. وأنهى الموسم بهدف واحد في 16 مباراة بالدوري لصالح النجمة. وبحسب مدرب التضامن صور محمد زهير، كان طنيش أفضل لاعب خط وسط في ذلك الموسم.
في الموسم التالي، في 30 يونيو 2021، انتقل طنيش إلى الأنصار، بعقد لمدة عامين. على الرغم من اهتمام نادي العهد بعام 2023، مدد طنيش عقده مع الأنصار لثلاث سنوات أخرى.

## مهنة دولية
ظهر طنيش لأول مرة مع منتخب لبنان في 30 ديسمبر 2022، في مباراة ودية ضد الإمارات العربية المتحدة.

## الإحصائيات

### دولية
| الفريق الوطني | سنة     | الظهور | الأهداف |
| ------------- | ------- | ------ | ------- |
| لبنان         | 2022    | 1      | 0       |
| لبنان         | 2023    | 7      | 0       |
| المجموع       | المجموع | 8      | 0       |

## الإنجازات
السلام زغرتا
- الدوري اللبناني الدرجة الثانية: 2012–13 (المجموعة الأولى)

بنك بيروت (كرة الصالات)
- الدوري اللبناني لكرة الصالات: 2013–14، 2014–15، 2016–17، 2017–18، 2018–19
- كأس لبنان لكرة الصالات: 2014–15، 2015–16، 2017–18، 2018–19
- كأس السوبر اللبناني لكرة الصالات: 2014، 2017، 2018

الأنصار
- كأس السوبر اللبناني: 2021

## روابط خارجية
- علي طنيش على فرق كرة القدم الوطنية.كوم
- علي طنيش  على سكروي